# Michel Mayor
Michel Gustave Édouard Mayor (ur. 12 stycznia 1942 w Lozannie) – szwajcarski astronom, profesor na wydziale astronomii na Uniwersytecie Genewskim. Laureat Nagrody Nobla w dziedzinie fizyki w 2019.

## Życiorys
Studiował fizykę na Uniwersytecie w Lozannie, w 1971 uzyskał stopień doktora astronomii na Uniwersytecie w Genewie. Pracował w licznych ośrodkach astronomicznych, m.in. Europejskim Obserwatorium Południowym.
W 1995 roku, wspólnie z Didierem Quelozem, odkrył planetę pozasłoneczną 51 Pegasi b – pierwszą planetę zaobserwowaną w orbicie gwiazdy podobnej do Słońca, 51 Pegasi.
W 2007 wchodził w skład grupy badawczej, która odkryła Gliese 581 c. W 2009 kierował zespołem astronomów, który dokonał odkrycia Gliese 581 e, najlżejszej znanej wówczas planety pozasłonecznej.

## Nagrody
W 1998 przyznano mu nagrodę Prix Jules-Janssen, w 2005 został laureatem Nagrody Shawa, a w 2010 otrzymał Medal Karla Schwarzschilda.
W 2015 został uhonorowany Złotym Medalem Królewskiego Towarzystwa Astronomicznego. W tym samym roku został też laureatem Nagrody Kioto w dziedzinie nauk podstawowych.
8 października 2019 wspólnie z Didierem Quelozem został laureatem Nagrody Nobla w dziedzinie fizyki za odkrycie egzoplanety orbitującej wokół gwiazdy typu słonecznego. Otrzymali za to połowę nagrody, druga połowa przypadła Jamesowi Peeblesowi.